# 西田薬品
西田薬品株式会社（にしだやくひん）は、北海道旭川市五条通20の右7に本社を置く主に医薬品・医療機器の卸売りを扱う企業であった。現在は、メディセオ・パルタックホールディングスグループの一社「クラヤ三星堂」である。

## 概要
- 沿革 昭和22年7月28日 設立
- 西田富之助（富山薬学専門学校卒業、(株)高橋盛大堂出身）と伊藤六郎で創業
- 代表者 代表取締役 西田道弘
- 資本金 1,600万円
- 従業員22名
- 売上高 1,965百万円〔平成13年度〕
- 主要株主
- 西田道弘一族　40%
- スズケン（秋山愛生館）　20%
- その他　40%〔病院院長、歯科医院院長、市内有力薬局経営者、旧旭川商工会議所会頭、建設会社社長他〕
- 旭川市内公官庁病院を中心に開業医、歯科医院、調剤薬局、市外各基幹市町村病院及び開業医、歯科医院、調剤薬局に販路があった
- 精神科及び神経科領域に強みを持った卸であり札幌にも営業所が存在した
- 旭川市内に西田薬局が２店舗あるが、西田薬品(株)とは関係はない（前社長時代は薬局及び医薬品卸と両方経営していた）
- 創業当時から暫くは製薬業もしていた（シップ薬等）
- 昭和40年代中頃から秋山愛生館　現在のスズケンと業務提携していた